# 로타어 데메지에르
로타어 데메지에르(독일어: Lothar de Maizière [də mɛˈzi̯ɛːɐ̯][*], 1940년 3월 2일 ~ )는 독일의 정치인이다. 1990년 그는 동독의 총리로 취임하였는데, 그는 동독에서 민주적으로 선출된 유일한 총리이다. 또한 그는 국가로서의 동독의 마지막 정부수반이었다.
그의 조상은 17세기에 프랑스에서 건너온 개신교도 위그노이며, 튀링겐주 노르트하우젠에서 출생하였다. 1959년부터 1965년까지 동베를린의 한스 아이슬러 음악 학교에서 비올라를 배웠다. 베를린 훔볼트 대학교에서 법학을 수학하기 전에 1969년부터 1975년까지 베를린 심포니 오케스트라에 소속되어 있었다.
1990년 동독 역사상 처음이자 마지막이 된 자유 선거에서 동독 기독교 민주연합의 당원으로서 국민회의에 선출되었다. 그 뒤 한스 모드로의 후임으로 총리에 선출되어 4월 12일부터 10월 2일까지 그 직에 있었다. 더 메치에어는 동독 총리로서 독일관련 최종해결에 관한 조약, 이른바 2+4 조약에 서명하였다. 이는 통일에 앞서 2차대전 당시의 연합국(미국, 영국, 프랑스, 소비에트 연방)이 베를린과 독일에서 가지고 있던 권리 및 책임을 종결하는 내용으로, 독일의 완전한 통일로 이어지는 중간 단계가 되었다. 조약은 분단 상태인 두 독일 국가와 연합국 4개국이 서명하되 신생 통일 독일 정부와 연합국만이 비준할 수 있도록 구성되었으며, 이 조약에 의거하여 동독은 10월 3일 소멸하고 그 영토는 독일연방공화국(서독)에 흡수되었다.
독일의 재통일 후에 그는 헬무트 콜 총리의 기독교 민주연합 정부에서 특별 사무 장관으로 임명되었으나, 그가 동독 국가보안부에 부역하였다는 루머의 와중, 같은해 12월 17일 사임하였다.
| 전임 한스 모드로 | 제6대 독일민주공화국 각료평의회 주석 1990년 4월 12일 – 1990년 10월 2일 | 후임 (폐지) |